# پتار مانولا
پتار مانولا (انگلیسی: Petar Manola; ۲۸ فوریهٔ ۱۹۱۸ – ۱ ژانویهٔ ۲۰۰۴) بازیکن فوتبال اهل یوگسلاوی بود.
از باشگاه‌هایی که در آن بازی کرده‌است می‌توان به باشگاه ورزشی لاتزیو، باشگاه فوتبال المپیک لیون، باشگاه فوتبال اسلاویا سارایوو، باشگاه فوتبال ناپولی، باشگاه فوتبال ستاره سرخ، باشگاه فوتبال بنونتو، و باشگاه فوتبال بئوگراد اشاره کرد.
وی همچنین در تیم ملی فوتبال یوگسلاوی بازی کرده‌است.